# State of Origin 2001
Die State of Origin Series 2001 waren die 22. Ausgabe des Rugby-League-Turniers State of Origin. Es bestand aus drei Spielen, die zwischen dem 6. Mai und dem 1. Juli stattfanden. Queensland gewann die Series 2-1.

## Spiel 1
| 6. Mai 20:00 | Queensland Maroons                                                                 | 34 : 16        | New South Wales                                              | Suncorp Stadium, Brisbane Zuschauer: 38.909 Schiedsrichter: Bill Harrigan |
| 6. Mai 20:00 | Versuche: Buttigieg, Doyle, Lockyer, Smith, Walker, Webb Erhöhungen: Lockyer (5/6) | (16:4) Bericht | Versuche: Barrett, Fittler, Gidley Erhöhungen: De Vere (2/3) | Suncorp Stadium, Brisbane Zuschauer: 38.909 Schiedsrichter: Bill Harrigan |

| 1                  | Darren Lockyer    |
| 2                  | Lote Tuqiri       |
| 3                  | Darren Smith      |
| 4                  | Paul Bowman       |
| 5                  | Wendell Sailor    |
| 6                  | Daniel Wagon      |
| 7                  | Paul Green        |
| 8                  | Shane Webcke      |
| 13                 | Kevin Campion     |
| 10                 | John Buttigieg    |
| 11                 | Gorden Tallis     |
| 12                 | Petero Civoniceva |
| 17                 | Brad Meyers       |
| Auswechselspieler: |                   |
| 9                  | John Doyle        |
| 14                 | Chris Walker      |
| 15                 | Chris Beattie     |
| 16                 | Carl Webb         |

| 1                  | Mark Hughes      |
| 2                  | Jamie Ainscough  |
| 3                  | Matthew Gidley   |
| 4                  | Michael De Vere  |
| 5                  | Adam MacDougall  |
| 6                  | Brad Fittler     |
| 7                  | Brett Kimmorley  |
| 8                  | Jason Stevens    |
| 9                  | Luke Priddis     |
| 10                 | Robbie Kearns    |
| 11                 | Bryan Fletcher   |
| 12                 | Nathan Hindmarsh |
| 13                 | Jason Croker     |
| Auswechselspieler: |                  |
| 14                 | Trent Barrett    |
| 15                 | Michael Vella    |
| 16                 | Ben Kennedy      |
| 17                 | Rodney Howe      |

## Spiel 2
| 10. Juni 20:00 | New South Wales Blues                                                          | 26 : 8        | Queensland Maroons                                                    | Stadium Australia, Sydney Zuschauer: 70.249 Schiedsrichter: Bill Harrigan |
| 10. Juni 20:00 | Versuche: Fittler (2), Ainscough, Barrett, Ricketson Erhöhungen: Girdler (3/5) | (6:2) Bericht | Versuche: Walker Erhöhungen: Lockyer (1/1) Straftritte: Lockyer (1/1) | Stadium Australia, Sydney Zuschauer: 70.249 Schiedsrichter: Bill Harrigan |

| 1                  | Mark Hughes     |
| 2                  | Jamie Ainscough |
| 3                  | Ryan Girdler    |
| 4                  | Matthew Gidley  |
| 5                  | Adam MacDougall |
| 6                  | Brad Fittler    |
| 7                  | Trent Barrett   |
| 8                  | Jason Stevens   |
| 9                  | Luke Priddis    |
| 10                 | Mark O’Meley    |
| 11                 | Bryan Fletcher  |
| 12                 | Adam Muir       |
| 13                 | Luke Ricketson  |
| Auswechselspieler: |                 |
| 14                 | Craig Gower     |
| 15                 | Michael Vella   |
| 16                 | Matt Adamson    |
| 17                 | Andrew Ryan     |

| 1                  | Darren Lockyer    |
| 2                  | Lote Tuqiri       |
| 3                  | Darren Smith      |
| 4                  | Paul Bowman       |
| 5                  | Wendell Sailor    |
| 6                  | Daniel Wagon      |
| 7                  | Paul Green        |
| 8                  | Shane Webcke      |
| 13                 | Kevin Campion     |
| 17                 | Russell Bawden    |
| 11                 | Dane Carlaw       |
| 10                 | Petero Civoniceva |
| 12                 | Brad Meyers       |
| Auswechselspieler: |                   |
| 9                  | Nathan Fien       |
| 14                 | Chris Walker      |
| 15                 | Chris Beattie     |
| 16                 | Carl Webb         |

## Spiel 3
| 1. Juli 20:00 | Queensland Maroons                                                                      | 40 : 14        | New South Wales Blues                                                      | ANZ Stadium, Brisbane Zuschauer: 48.441 Schiedsrichter: Bill Harrigan |
| 1. Juli 20:00 | Versuche: Bowman (2), Lockyer (2), Walker (2), Carlaw, Langer Erhöhungen: Lockyer (4/8) | (28:8) Bericht | Versuche: Girdler (2) Erhöhungen: Girdler (2/2) Straftritte: Girdler (1/1) | ANZ Stadium, Brisbane Zuschauer: 48.441 Schiedsrichter: Bill Harrigan |

| 1                  | Darren Lockyer    |
| 2                  | Lote Tuqiri       |
| 14                 | Chris Walker      |
| 4                  | Paul Bowman       |
| 5                  | Wendell Sailor    |
| 3                  | Daniel Wagon      |
| 7                  | Allan Langer      |
| 8                  | Shane Webcke      |
| 6                  | Paul Green        |
| 10                 | John Buttigieg    |
| 11                 | Brad Meyers       |
| 12                 | Petero Civoniceva |
| 13                 | Darren Smith      |
| Auswechselspieler: |                   |
| 9                  | John Doyle        |
| 15                 | Kevin Campion     |
| 16                 | Carl Webb         |
| 17                 | Dane Carlaw       |

| 1                  | Mark Hughes     |
| 2                  | Jamie Ainscough |
| 3                  | Ryan Girdler    |
| 4                  | Matthew Gidley  |
| 5                  | Adam MacDougall |
| 6                  | Brad Fittler    |
| 7                  | Brett Kimmorley |
| 8                  | Jason Stevens   |
| 9                  | Luke Priddis    |
| 10                 | Mark O’Meley    |
| 11                 | Bryan Fletcher  |
| 12                 | Adam Muir       |
| 13                 | Andrew Ryan     |
| Auswechselspieler: |                 |
| 14                 | Craig Gower     |
| 15                 | Michael Vella   |
| 16                 | Matt Adamson    |
| 17                 | Steve Menzies   |

## Man of the Match
| Spiel | Man of the Match |
| ----- | ---------------- |
| 1     | Gorden Tallis    |
| 2     | Trent Barrett    |
| 3     | Darren Lockyer   |